# Patto di Palazzo Vidoni
Il Patto di Palazzo Vidoni fu sottoscritto il 2 ottobre 1925, agli albori della dittatura fascista, presso Palazzo Vidoni Caffarelli tra la Confindustria e la Confederazione delle corporazioni fasciste che di fatto eliminò il sindacato libero. Il patto recitava:

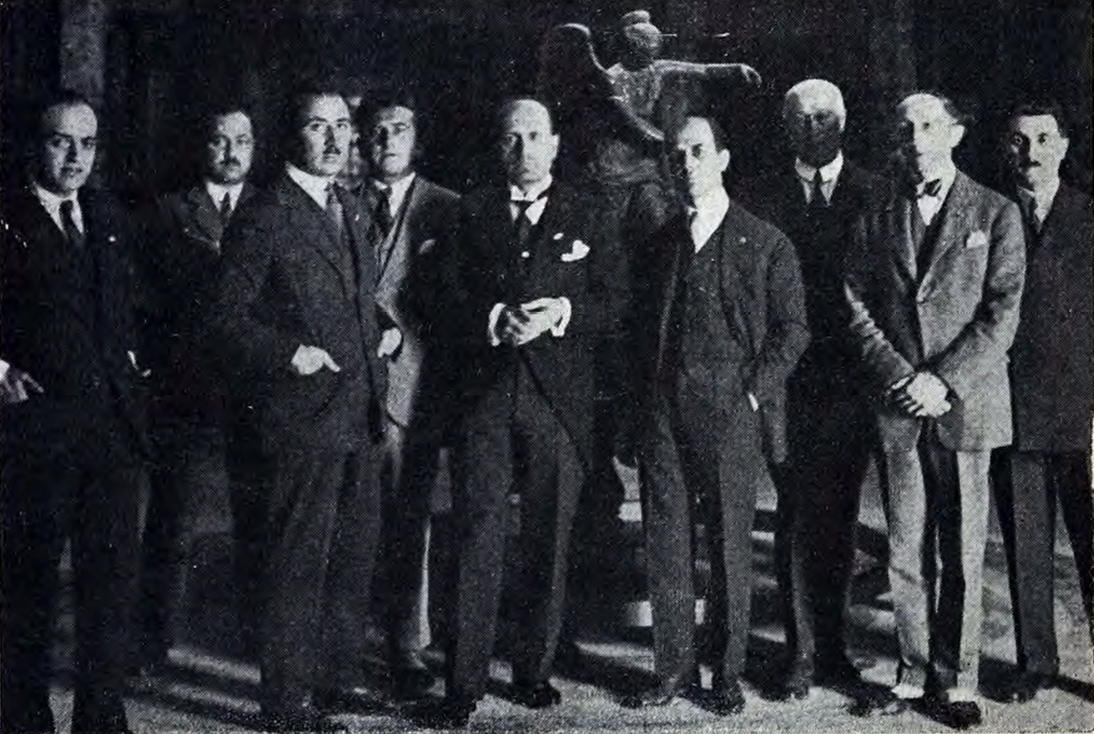
Benito Mussolini coi dirigenti delle Confederazione delle corporazioni fasciste e della Confederazione dell'Industria dopo la firma dell'accordo, il 2 ottobre 1925. L'accordo (che fece seguito a protratta violenza antisindacale) sanci la perdita del diritto di sciopero; i lavoratori potevano essere rappresentati solo dai sindacati fascisti.

La Confederazione delle corporazioni fasciste riconosce nella Confederazione generale dell'industria e nelle Organizzazioni sue dipendenti la rappresentanza esclusiva degli industriali.

Tutti i rapporti contrattuali tra industriali e maestranze dovranno intercorrere tra le Organizzazioni dipendenti della Confederazione dell'industria e quelle dipendenti della confederazione delle corporazioni.

In conseguenza le commissioni interne di fabbrica sono abolite e loro funzioni sono demandate al sindacato locale, che le eserciterà solo nei confronti della corrispondente Organizzazione industriale.

Entro dieci giorni saranno iniziate le discussioni delle norme generali da inserirsi nei regolamenti.»
Il regime avocava così a sé la rappresentanza sindacale con il consenso della Confindustria, che da quel momento avrebbe avuto come referenti sindacali le corporazioni fasciste e non più i sindacati liberi, né cattolici (leghe bianche), né socialisti (cgdl), primo passo verso il consolidamento del regime e la costruzione della terza via del fascismo che avrebbe portato alla Carta del lavoro nel 1927 e alla costituzione della Camera dei fasci e delle corporazioni nel 1939.